# Сульна-сентрум (станція метро)
59°21′33″ пн. ш. 17°59′55″ сх. д. / 59.35909° пн. ш. 17.99863° сх. д.
«Сульна-сентрум» (швед. Solna centrum) — станція на Синій лінії Стокгольмського метрополітену між станціями Неккрусен та Вестра-скуген. Розташована у комуні Сульна, поруч із Сульна-сентрум Стокгольма. Відстань від станції Кунгстредгорден — 6,5 км. Обслуговується поїздами маршруту Т11.

## Історія
Станція відкрита 31 серпня 1975 року із введенням в експлуатацію першої дільниці синій лінії. Пасажирообіг станції у будні дні — 10 200 осіб (2019). 

## Конструкція та оздоблення
Станція односклепінна глибокого закладення тбіліського типу з однією прямою острівною платформою. 
Стіни та стеля станції червоного та зеленого кольорах, а як додатковий декор використані малюнки на тему соціальних проблем та охорони навколишнього середовища, які були актуальні в Швеції у 1970-х роках.

## Пересадка
- Tvärbanan